# Sierra Leone aux Jeux olympiques d'été de 2004
La Sierra Leone avait envoyé 2 athlètes aux Jeux olympiques de 2004 à Athènes en Grèce.

## Résultats

### Athlétisme
100 m hommes :
- Lamin Tucker
  - 1er tour : 10 s 72 (6e dans la 7e série,61e au classement final)

100 m femmes :
- Hawanatu Bangura
  - 1er tour : 12 s 11 (7e dans la 7e série,47e au classement final)

## Officiels
- Président : M. Ricardo Blas
- Secrétaire général : M. Bob Steffy